# 注葉駅
注葉駅（チュヨプえき）は大韓民国京畿道高陽市一山西区注葉洞にある、韓国鉄道公社（KORAIL）一山線の駅である。駅番号は310。

## 歴史
- 1996年1月30日 - 鉄道庁（当時）一山線の駅として開業。
- 2005年1月1日 - 鉄道庁の上下分離とともに公社化され、韓国鉄道公社の駅になる。
- 2014年12月27日 - 元興駅の開業により駅番号が311から310に変更。

## 駅構造

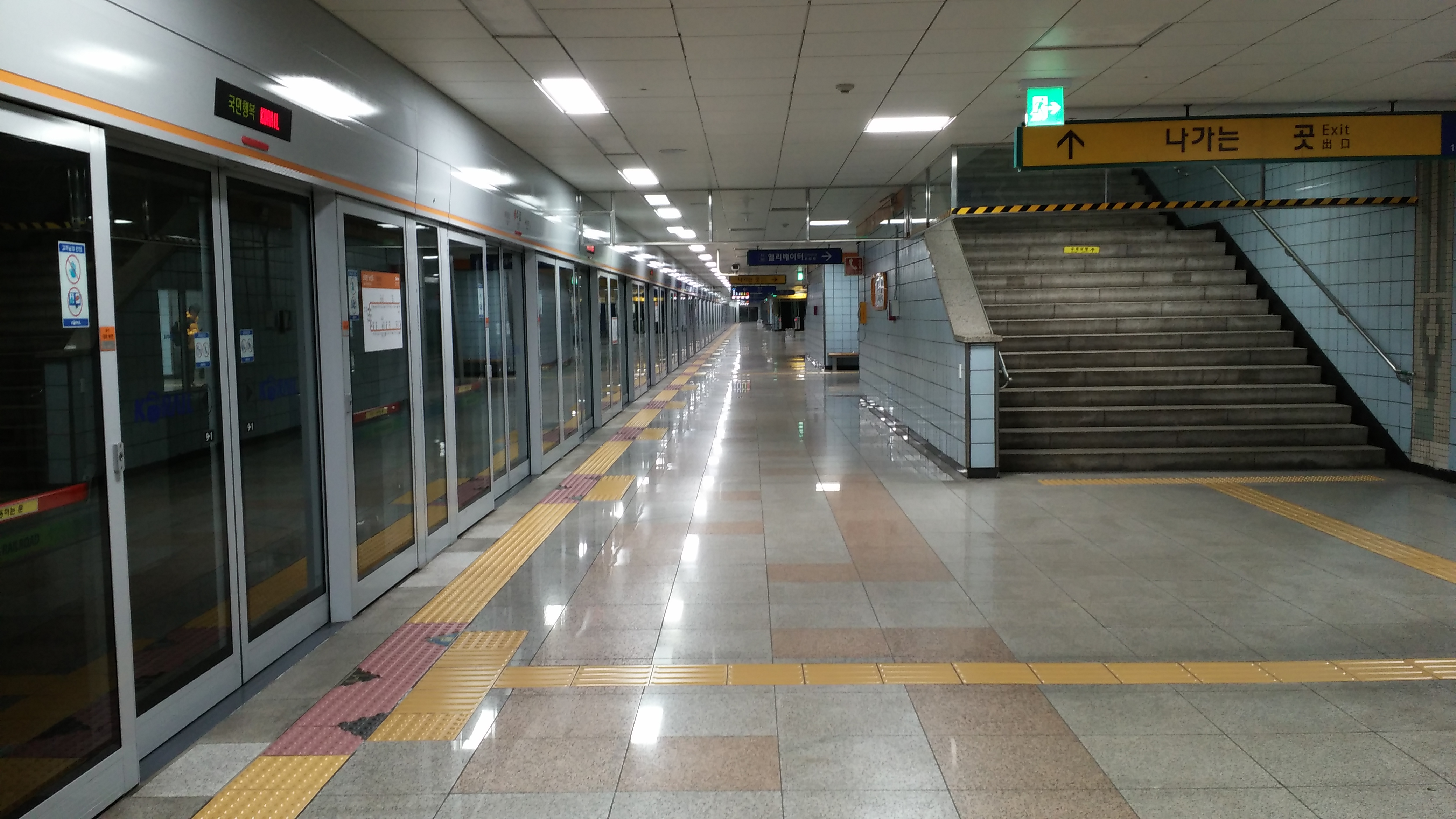
プラットホーム

相対式ホーム2面2線の地下駅。

### のりば
| 上り | 一山線 | 大化行き                           |
| 下り | 一山線 | ヨンシンネ・忠武路・水西・梧琴方面 |

## 利用状況
近年の一日平均利用人員推移は下記のとおり。
| 路線   | 路線     | 2000年 | 2001年 | 2002年 | 2003年 | 2004年 | 2005年 | 2006年 | 2007年 | 2008年 | 2009年 | 出典  |
| ------ | -------- | ------ | ------ | ------ | ------ | ------ | ------ | ------ | ------ | ------ | ------ | ----- |
| 一山線 | 乗車人員 | 4,069  | 14,823 | 14,625 | 14,592 | 11,984 | 11,490 | 11,101 | 10,500 | 10,172 | 9,600  | [ 1 ] |
| 一山線 | 降車人員 | 3,167  | 11,911 | 13,622 | 14,230 | 12,084 | 11,659 | 11,400 | 10,854 | 10,560 | 9,803  | [ 1 ] |
| 路線   | 路線     | 2010年 | 2011年 | 2012年 | 2013年 | 2014年 | 2015年 | 2016年 | 2017年 | 2018年 | 2019年 | 出典  |
| 一山線 | 乗車人員 | 9,278  | 9,200  | 9,236  | 9,575  | 9,761  | 9,650  | 9,615  | 9,712  | 9,754  | 10,030 | [ 1 ] |
| 一山線 | 降車人員 | 9,441  | 9,271  | 9,451  | 9,857  | 10,090 | 9,923  | 9,803  | 9,874  | 10,066 | 10,343 | [ 1 ] |
| 路線   | 路線     | 2020年 | 2021年 | 2022年 | 2023年 |        |        |        |        |        |        |       |
| 一山線 | 乗車人員 | 6,955  | 7,282  | 8,196  | 9,004  |        |        |        |        |        |        |       |
| 一山線 | 降車人員 | 7,073  | 7,314  | 8,225  | 9,074  |        |        |        |        |        |        |       |

## 駅周辺
一山新都市注葉洞、獐項洞一円に造成された東洋最大規模の人工湖公園「一山保水公園」がある。
- 京義・中央線一山駅
- グランド百貨店（朝鮮語版）一山店
- 注葉1洞住民センター
- 注葉初等学校（朝鮮語版）
- 注葉高等学校（朝鮮語版）
- 漢水初等学校（朝鮮語版）
- 漢水中学校（朝鮮語版）
- 降仙初等学校（朝鮮語版）
- 文村初等学校（朝鮮語版）
- 高陽新一初等学校（朝鮮語版）
- 京畿映像化学高等学校（朝鮮語版）
- 鉢山中学校（朝鮮語版）
- 一山国際コンベンション高等学校（朝鮮語版）
- 注葉子供図書館（朝鮮語版）
- ロッテシネマ注葉店
- ロッテハイマート注葉店
- 現代百貨店キンテックス店
- ホームプラスキンテックス店
- イーマートタウン（朝鮮語版）キンテックス店
  - イーマートキンテックス店
  - イーマートトレーダーズ（朝鮮語版）キンテックス店
  - エレクトロマートキンテックス店
- 一山消防署注葉119安全センター
- EBSデジタル統合社屋
- 新韓銀行一山中央支店
- 国民銀行注葉駅支店

## 隣の駅
韓国鉄道公社
 一山線
大化駅 (309) - 注葉駅 (310) - 鼎鉢山駅 (311)